# Damijan Perne
Damijan Perne, slovenski psihiater, politik in igralec, * 16. april 1968, Kranj.

## Življenjepis
Na lokalnih volitvah leta 2006 je bil v drugem krogu izvoljen za župana Mestne občine Kranj. Leta 2008 je bil izvoljen v 5. državni zbor Republike Slovenije; poslanski mandat je opravljal do 11. decembra 2009, ko je bil imenovan za direktorja Psihiatrične bolnišnice Begunje.
Je predstojnik Centra za klinično psihiatrijo pri Univerzitetni Psihiatrični kliniki Ljubljana
Širši javnosti je bil pred izvolitvijo znan predvsem kot gledališki in televizijski igralec (npr. TV Dober dan po vlogi Mr. Smitha).

## Delo v književnosti
- Sklop šestih pravljic z naslovom Grajski norček Ferdinand pripoveduje
  - O zmaju Fonzku: Pravljica pripoveduje o zmaju Fonzku, željnem prijateljev in doma, ki se približuje gradu. Prebivalci gradu sprva pričakujejo njegov prihod z nezaupanjem, na koncu pa ga sprejmejo medse.